# Superboy (Kal-El)
Superboy es un superhéroe ficticio que aparece en los cómics estadounidenses publicados por DC Comics. El personaje fue creado por Jerry Siegel y Don Cameron y está basado en el personaje de Superman que Siegel cocreó con Joe Shuster. Superboy apareció por primera vez en el cómic More Fun Comics # 101 en 1945.
Superboy es Superman en su preadolescencia y adolescencia. La mayoría de sus aventuras tienen lugar en la ciudad estadounidense ficticia de Smallville.

## Historial de publicaciones
El primer lanzamiento para un personaje de "Superboy" fue hecho originalmente por el cocreador de Superman Jerry Siegel (sin el cocreador de Superman Joe Shuster) en noviembre de 1938. La idea fue rechazada por Detective Comics, Inc., y el editor nuevamente rechazó un segundo lanzamiento de Siegel dos años después.
Después de que el éxito de Robin, el Chico Maravilla y personajes similares demostrara el atractivo de los niños superhéroes, Detective Comics dio marcha atrás a finales de 1944 y comenzó a publicar un artículo de Superboy, en un esfuerzo por expandir la franquicia de Superman presentando una versión del personaje con el que los lectores más jóvenes podrían identificarse fácilmente.
Superboy apareció por primera vez en More Fun Comics # 101 (enero / febrero de 1945, publicado a finales de 1944). Aunque Joe Shuster proporcionó el arte, la función de Superboy se publicó sin la participación o aprobación de Jerry Siegel, que estaba sirviendo en la Segunda Guerra Mundial. Este hecho aumentó una brecha ya creciente entre el editor y Siegel y Shuster.
Después de solo siete números de More Fun Comics, la función de Superboy se trasladó a Adventure Comics, donde debutó en el número 103 (1946) como portada y característica principal del cómic de antología. En un período en el que la popularidad de los superhéroes estaba en declive, las aventuras de Superboy se hicieron cada vez más populares.
Tres años después del cambio a Adventure Comics, Superboy se convirtió en el sexto superhéroe de DC en recibir su propio cómic cuando Superboy # 1 debutó en 1949. Superboy se convirtió en el primer título de superhéroe nuevo en tener éxito desde la Segunda Guerra Mundial.
La primera historia de Superboy también actualizó el Origen de Superman, y por primera vez muestra a su padre Jor-El consciente de que su hijo Kal-El tendría poderes en la Tierra que él no tiene en Krypton. En esta historia original, años después de su llegada a la Tierra, Clark Kent salva a un hombre inmovilizado debajo de un automóvil y posteriormente decide convertirse en el héroe disfrazado Superboy. Clark parece ser un preadolescente en esta historia, y en su primera historia en Adventure Comics, en realidad celebra su décimo cumpleaños.
En los primeros años de la función de Superboy, Superboy siguió siendo un niño cercano a esa edad. Sin embargo, el personaje envejeció gradualmente, y cuando se publicó Superboy # 1, Superboy solía ser representado en su adolescencia.
Anunciado como "Las aventuras de Superman cuando era un niño", las historias de Superboy tanto en Adventure Comics como en Superboy lo tratan esencialmente como una versión junior de Superman. Con ese fin, usa el disfraz de Superman y (comenzando en More Fun Comics # 107) su alter ego Clark Kent usa anteojos como un disfraz de su identidad civil. Los poderes de Superboy son idénticos a los de Superman, incluida una mayor fuerza, velocidad, visión y audición, además de vuelo e invulnerabilidad.
Aunque claramente historias de superhéroes, las primeras aventuras de Superboy compartían características con los cómics que no eran de superhéroes de finales de la década de 1940. Por ejemplo, las tres historias publicadas en Superboy # 1 tenían elementos de romance adolescente, delincuencia juvenil y humor adolescente. En palabras de Robert Greenberger, "Smallville no plagó a supervillanos disfrazados".
No solo las primeras historias de Superboy están libres de supervillanos, el mismo Superboy es esencialmente terrenal y permanece en la historia "presente". No es hasta 1949 que Superboy hace un viaje a la Luna, intercepta un cometa en el espacio exterior y regresa en el tiempo a la Guerra Revolucionaria Americana.

### Mitos y reparto secundario
Después del debut del cómic de Superboy, los mitos de Superboy y el elenco de apoyo también se expandieron. Su ciudad natal finalmente recibió un nombre, Smallville, en el segundo número. La ubicación de la ciudad nunca se especificó, aunque generalmente se ubicaba cerca de Metrópolis.
Los padres adoptivos de Superboy, anteriormente solo el Sr. y la Sra. Kent en sus apariciones poco frecuentes en la función de Superboy, finalmente aparecieron en una portada (Superboy # 3), comenzaron a aparecer con más frecuencia en las historias y recibieron nombres permanentes, Jonathan en Adventure Comics # 149 (1950) y Martha en Superboy # 12 (1951).
Superboy # 8 (1950) vio la primera aventura de "Superbaby", un personaje que extiende el concepto de "Junior Superman" al de un niño pequeño con superpoderes. Las historias de Superbaby se desarrollan justo después de que los Kent adoptaran a Clark. Superboy # 10 (1950) presentó la primera aparición de Lana Lang, un personaje que se convertiría en un contraste romántico tanto para Superboy como para el Superman adulto. El debut de Lana también presentó su primer intento de conocer la identidad secreta de Superboy.
En Adventure Comics # 210 (1955), Superboy adquiere un superperro, Krypto, el primer superviviente adicional de Krypton que conoce. Aunque Superboy interactúa regularmente con la policía de Smallville, el Jefe Douglas Parker, quien aparece por primera vez en Adventure Comics # 225 (1956), es el primer oficial en convertirse en un personaje secundario habitual.
Pete Ross aparece por primera vez en Superboy # 86 (1961) y rápidamente se convierte en el mejor amigo de Clark, y solo cuatro números más tarde, el guardián de su identidad secreta después de descubrirlo accidentalmente mientras lo presenciaba cambiarse a su disfraz. Bash Bashford, matón y némesis de Clark, se convirtió en la última gran incorporación al reparto de reparto de Clark con su debut en Superboy # 157 (1969).
Al principio, la función de Superboy se convirtió en una plataforma para retroceder las primeras reuniones entre Superman y los miembros de su elenco de apoyo, casi siempre contradiciendo la continuidad previamente establecida. Por lo tanto, Superboy conoce a Perry White por primera vez en una historia de 1947 (Adventure Comics # 120), y al año siguiente, conoce a Lois Lane (Adventure Comics # 128), años después de que el adulto Clark Kent conociera por primera vez a sus compañeros del Daily Planet en cuentos de Superman. En una línea similar, Kal-El más tarde conoce al niño pequeño Jimmy Olsen (Adventure Comics # 216, 1955) cuando todavía es Superboy, además de conocer a un adolescente que viaja en el tiempo Jimmy Olsen (Superboy # 55, 1957).
Las primeras reuniones de Superman con varios de sus compañeros superhéroes también se remontan a su adolescencia. Así, Superboy conoce a Bruce Wayne (Batman) en World's Finest Comics # 84 (1956) y en tres ocasiones posteriores; Clark se hace amigo de Oliver Queen (Flecha Verde), residente a corto plazo de Smallville, en Adventure Comics # 258 (1959); y Superboy se une a Aquaboy (Aquaman) para luchar contra los contaminadores en Superboy # 171 (1971).

### Período de tiempo de las historias de Superboy
La historia sobre el primer equipo entre Superboy y Aquaboy fue también la primera historia que ocurrió en una "línea de tiempo flotante", con historias de Superboy que ocurren perpetuamente 15 años más o menos detrás del año actual.
En las primeras historias, el período de tiempo en el que se desarrollaron las aventuras de Superboy nunca se definió claramente, y algunas aventuras aparentemente tuvieron lugar el mismo año en que se publicó la historia. Por ejemplo, en una historia de 1952, Lana Lang participó en un concurso de "Miss Smallville de 1952".
A fines de la década de 1950, el editor de cómics de Superman, Mort Weisinger, decidió ubicar todas las aventuras de Superboy en un escenario de principios a mediados de la década de 1930, a la luz de la primera aparición en el cómic de Superman en 1938. En 1970, el equipo de redacción de Superboy decidió "actualizar "Superboy poniendo su libro siempre unos 15 años detrás de Superman. Esto resultó en que las historias de la década de 1970 con Superboy se desarrollaran en la década de 1950.
Comenzando con el debut en 1980 de un nuevo cómic de Superboy, la era de Boy of Steel se movió hacia arriba nuevamente, para tener lugar a fines de la década de 1960 y principios de la de 1970. Esto también explicó el cambio de edad de Superman dentro de sus propios cómics.

### Enemigos de Superboy
En 1953, Mort Weisinger se convirtió en el editor de Superboy y Adventure Comics, y bajo su dirección, Superboy comenzó a adquirir un elenco regular de supervillanos. Algunos de estos villanos primero hicieron su aparición en la función de Superboy, y luego pasarían a plagar a Superman.
Superboy conoce por primera vez a otro sobreviviente humano de Krypton, Klax-Ar, un villano que afirma haber destruido el planeta, en Superboy # 67 (1958). Tres años después, tanto la Zona Fantasma como su ocupante más infame, el General Zod, hacen sus primeras apariciones en Adventure Comics # 283 (1961), en una historia que muestra a Superboy atrapándose accidentalmente en la Zona Fantasma después de un alijo de peligrosas armas kryptonianas, llega a la Tierra. Zod y otros villanos de la Zona Fantasma se convertirían en villanos recurrentes en las historias de Superboy y pasarían a plagar a Superman.
El primer Bizarro, en Superboy # 68 (1958), es una copia imperfecta de Superboy.
El Chico Kryptonita y su perro, los extranjeros que podía proyectar radiación Kryptonita verde, puesta acosan Superboy y Krypto en 1960 (Superboy # 83).
Los actos heroicos cósmicos de Superboy también le hacen ganar la enemistad de un grupo de trabajo criminal alienígena, el Superboy Revenge Squad que comienza en Superboy # 94 (1961). Dos meses después, el Revenge Squad comenzó a aparecer en las historias de Superman.
Algunos de los enemigos establecidos de Superman también se remontan a sus días como Superboy. Mister Mxyzptlk, el diablillo mágico de la Quinta Dimensión que había sido la perdición de Superman desde 1944, comienza a plagar a Superboy en Superboy # 78 (1960).
El ejemplo más famoso es el joven Lex Luthor. En una historia en Adventure Comics # 271 (1960) que pretendía revelar el origen de la enemistad entre Luthor y Superman, Lex se revela como un brillante adolescente de Smallville que es amigo de Superboy hasta que Lex lo culpa por un incendio de laboratorio que destruye un experimento crítico y hace que Lex pierda su cabello.
Los primeros encuentros de Superman con su némesis mineral, la Kryptonita, también se remontan a su infancia. La primera historia de Superboy con Kryptonita, en Adventure Comics # 171 (1951), siguió al primer cómic de Superman con Kryptonita por tres años, y su uso en el programa de radio de Superman por ocho años. Cinco años después, un flashback de Superbaby en Adventure Comics # 231 (1956) retrocedió el primer encuentro de Clark con Kryptonita una vez más.
Aunque Kryptonita Verde, el tipo que puede matar a Superman, apareció originalmente en las historias de Superman, Kryptonita Roja, cuyos efectos temporales sobre Superman son impredecibles, hizo su primera aparición en la historia de Superboy en Adventure Comics # 252 (1958).

### Legión de Super-Héroes
A diferencia de su yo adulto, Superboy habita en un mundo que (en su época) está desprovisto en gran medida de otros superhéroes. Superboy ocasionalmente se encuentra con héroes de otros mundos, como "Mars Boy", a través de sus visitas a sus mundos y sus visitas a la Tierra. Kal-El incluso conoce a los héroes adolescentes del futuro que viajan en el tiempo, incluidos Robin y Supergirl. Sin embargo, sobre todo, Superboy carece de compañeros superheroícos con los que pueda interactuar regularmente.
En 1958, una historia de Superboy llamada "La Legión de Superhéroes" en Adventure Comics # 247 cambió todo eso. La historia presenta a tres adolescentes superpoderosos del siglo 30 que ofrecen la membresía de Superboy en su club de superhéroes, la Legión de Super-Héroes. Aunque esto fue pensado como un cuento de una sola vez, los tres futuros adolescentes regresaron como estrellas invitadas a fines de 1959, y durante los siguientes tres años, la Legión apareció periódicamente en Superboy, Supergirl (que también se unió a la Legión) e incluso historias de Superman. La membresía del equipo también se disparó de los tres miembros iniciales a casi veinte. Finalmente, la Legión obtuvo su propia característica, comenzando en Adventure Comics # 300 (1962), con Superboy generalmente, pero no siempre, apareciendo como parte del equipo.
La popularidad de la Legión de Super-Héroes pronto rivalizó con la del propio Superboy. Nueve números después de su debut en el largometraje, la Legión desplazó a Superboy como protagonista principal en Adventure Comics, y pronto forzó la publicación de las historias originales de Superboy. La última historia original consecutiva de Superboy en Adventure Comics # 315 (1963) terminó con una serie de 213 características originales de Superboy en la serie.
Superboy todavía aparecía en casi todas las historias de Legion a través de Adventure Comics # 380 (1969). En el siguiente número, la Legión fue reemplazada por Supergirl, mientras que la Legión (generalmente sin Superboy) tomó el lugar de Supergirl como respaldo en Action Comics. En 1971, la Legión se trasladó a Superboy como reserva semi-regular. La historia se repitió cuando la función de copia de seguridad de Legion se hizo rápidamente más popular que la función del título. A partir de Superboy # 197 (1973), el logotipo de la portada se cambió para leer Superboy protagonizado por la Legión de Superhéroes, y la Legión, incluido Superboy, ocupó el primer lugar en el cómic.
La copia de seguridad de Superboy en el n. ° 197 fue la última característica original de Superboy que apareció en su propio título. Con el siguiente número, Superboy se convirtió en un título exclusivo de Legion of Super-Heroes, con Superboy apareciendo en cada número como miembro de Legion. El título de la serie siguió siendo Superboy hasta el # 230 (1977), después de lo cual la serie se convirtió en Superboy y la Legión de Superhéroes del # 231-258. Con Legion of Super-Heroes (vol. 2) # 259 (1980), un problema en el que Superboy deja la Legión, el nombre de Superboy fue eliminado del título por completo. Aunque todavía aparecía a veces en la serie que alguna vez llevó su nombre, la serie siguió siendo un cómic de Legion hasta su último número, el # 354 (1987).

### Historial de publicaciones posteriores
Después de que la Legión se hiciera cargo del título de Superboy, la función en solitario de Superboy estaba casi moribunda. Durante más de tres años, DC no publicó ningún artículo de Superboy en solitario. Luego, la tira se revivió para una historia independiente en DC Super-Stars # 12 (1977). Varios meses después, la función de Superboy volvió a un programa de publicación regular cuando la tira regresó a su segundo hogar. Superboy encabezó Adventure Comics para los números # 453-458 (1977-1978), y luego se mudó a The Superman Family, apareciendo en los números # 191-198 (1978-1979). Finalmente, a finales de 1979, DC Comics volvió a darle a Superboy su propio cómic. El lanzamiento de The New Adventures of Superboy # 1 (enero de 1980) coincidió con la salida (temporal) de Superboy de la Legión en The Legion of Super-Heroes # 259, así como el Superboy Spectacular # 1 de un solo disparo.
Así como el debut de Superboy en Adventure Comics muestra a Clark celebrando su décimo cumpleaños, New Adventures of Superboy # 1 presenta a Clark celebrando su decimosexto cumpleaños e incluye un flashback de los primeros días de Clark como Superboy en el momento de su octavo cumpleaños. Los números posteriores de la serie continúan con los temas de las carreras anteriores de Superboy en Adventure Comics y Superboy. Por ejemplo, Superboy conoce por primera vez a un Hal Jordan (Linterna Verde) adolescente; su homólogo de la Tierra Dos, Clark Kent (Kal-L) cuando era adolescente; y Toby Manning (el villano Terra-Man) cuando era un niño en el Viejo Oeste, todos los años después de que se publicaran sus primeros encuentros "adultos" con ellos. En una función de respaldo titulada "Diarios secretos de Superboy", la nueva serie también exploró los primeros años de Clark como Superboy. Otro hito para el joven Clark fue la presentación de Lisa Davis, un interés romántico que se sintió atraída únicamente por Clark Kent, sin idea alguna de su identidad secreta (a diferencia de las sospechas intermitentes de Lana Lang de un Conexión Clark-Superboy); los dos aparecerían como pareja hasta el final de la serie. The New Adventures of Superboy duró 54 números, y el número final se publicó en 1984.
La vida de Superboy en la universidad después de su graduación de la escuela secundaria y la muerte de sus padres adoptivos fue explorada en una función de respaldo llamada "Superman: The In-Between Years" que apareció en Superman a principios de la década de 1980. Esta función de respaldo fue seguida por una miniserie de cuatro números de 1985 llamada Superman: The Secret Years que examina el tercer año de Superboy y cómo comienza a llamarse a sí mismo Superman.
Después de Crisis on Infinite Earths (1985-1986), The Man of Steel (1986) modificó la historia de fondo de Superman para que ya no tuviera una historia como Superboy, y nunca se puso un disfraz hasta después de terminar la universidad. Debido a la importancia de Superboy en la historia de la Legión de Super-Héroes, la historia de 1987 "El héroe más grande de todos" reveló que el Superboy de la Legión provenía de un "universo de bolsillo" creado por el enemigo de la Legión, el Time Trapper, en lugar de que el Universo DC principal. Esta versión de Superboy muere después de salvar su Tierra paralela.
Solo un año después de la "muerte" del cómic de Superboy, la serie de televisión de acción en vivo Superboy comenzó su transmisión de cuatro años. A finales de 1989, DC Comics comenzó a publicar un nuevo cómic de Superboy basado en la serie de televisión. Al igual que en la serie de televisión, en el cómic Clark Kent (Superboy) está en la universidad, asistiendo a la Universidad Shuster en Florida. El nuevo cómic de Superboy duró 22 números y un especial, dejó de publicarse en 1992, justo cuando la serie de televisión llegó a su fin.

### Superman: Origen Secreto
En los últimos años, particularmente desde que concluyó la serie limitada Crisis infinita en 2006, la historia de fondo de Superman se ha modificado nuevamente, y muchos elementos de la historia de Superboy se han restaurado en su biografía. La serie limitada Superman: Secret Origin (2009-2010) da cuerpo a muchos de los detalles de la historia de fondo revisada de Kal-El. El escritor de la serie limitada, Geoff Johns, describe la historia de la siguiente manera: "Va desde la adolescencia de Clark, pasando por su primera aventura con la Legión de Super-Héroes y hasta su llegada y presentación a Metrópolis como Superman. Hemos incluido las tres primeras portadas con la entrevista y puede ver que una gran parte de la historia de Clark Kent también se está reintroduciendo, a saber, Superboy. Pero con un pequeño giro".
El primer número de la miniserie muestra al adolescente Clark vistiéndose por primera vez poco después de enterarse de que es de Krypton. En el segundo número, Clark realiza rescates y otras super-hazañas disfrazado, pero mantiene sus actividades en secreto, dando lugar al mito de un "super-chico" que opera en Smallville y sus alrededores. También se une a la Legión de Super-Héroes bajo la identidad de Superboy. Más adelante en el mismo número, Clark encuentra a Krypto después de que el perro llega a la Tierra. Clark no hace pública su identidad de superhéroe hasta que ha crecido y se ha mudado a Metrópolis. Superboy (Kal-El) apareció en Adventure Comics del # 12 / # 515 (agosto de 2010) al # 520 (enero de 2011) como miembro de la Legión en el primer arco de la historia con guion de Paul Levitz en esa serie desde su reactivación en 2009.

## Escritores y artistas
El cocreador de Superboy / Superman, Joe Shuster, tuvo la responsabilidad inicial de la obra de arte durante los primeros dos años de la función de Superboy. El propio Shuster dibujó a lápiz la primera historia, y Shuster y los artistas de su estudio dibujaron y entintaron cada historia hasta 1947. El arte agració las historias escritas en gran parte por Don Cameron, el autor de la primera historia de Superboy en More Fun Comics # 101.
Uno de los artistas del estudio Shuster, John Sikela, comenzó a dibujar historias de Superboy a fines de 1946, y en 1949, cuando Superboy # 1 debutó, Sikela se convirtió en el artista principal de DC en Superboy, y siguió siendo el artista principal hasta que se retiró en 1958. Un colaborador frecuente fue el exalumno de la tienda Shuster, Ed Dobrotka. Curt Swan, quien luego dominaría la obra de arte de Superman durante casi 30 años, primero dibujó una historia de Superboy en Superboy # 5 (1949) y continuaría dibujando historias de Superboy, de forma intermitente, durante veinte años. El principal artista de Superman de la década de 1950, Wayne Boring, también contribuyó a Superboy. 
Cameron fue el escritor principal de Superboy durante los primeros años después del debut del personaje. Uno de los primeros escritores adicionales fue el cocreador de Superboy / Superman, Jerry Siegel, quien escribió su primera historia de Superboy en 1947 y continuaría contribuyendo al largometraje hasta la década de 1960. Otros principios, notables escritores de Superboy incluido el escritor de ciencia ficción Edmond Hamilton y cocreador de Batman Bill Finger. Finger dejó una impresión permanente en los mitos de Superboy cuando, en tan solo unos meses, presentó a los lectores a Superbaby y Lana Lang, en historias ilustradas por Curt Swan y John Sikela, respectivamente.
Jack Schiff, uno de los principales editores de Detective Comics en sus primeros años, proporcionó orientación editorial para las primeras historias de Superboy, y continuó editando Superboy hasta 1953, cuando Mort Weisinger se hizo cargo de Superboy y Adventure Comics. Weisinger luego editaría toda la línea de Superman. En el transcurso de los siguientes años, Weisinger trajo nuevos escritores y artistas para trabajar en Superboy. Quizás las nuevas incorporaciones más significativas fueron el escritor Otto Binder, ex guionista de Fawcett Comics y Familia Marvel, que comenzó a escribir historias de Superboy en 1954, y el artista Al Plastino, quien dibujó Superboy a partir de 1957. Juntos, los dos hombres escribieron la historia "La Legión de Super-Héroes" en Adventure Comics # 247 (1958), dando a luz a quizás el spin-off más exitoso de la familia de cómics de Superman. Tres años antes, Binder también había presentado a Krypto en una historia ilustrada por Curt Swan.
Cuando John Sikela se retiró en 1958, George Papp se hizo cargo de las tareas artísticas principales. El cocreador de Green Arrow (con Weisinger), una de las historias de Papp involucró a Superboy conociendo al joven Green Arrow. Aunque Otto Binder manejó la mayoría de las historias de Superboy, los escritores que contribuyeron a Superboy durante los años de Weisinger incluyeron a E. Nelson Bridwell, quien también trabajó en Mad y creó muchos personajes de DC, como Los Cinco Inferiores y Leo Dorfman. 
En 1968, el veterano editor de DC Murray Boltinoff se hizo cargo de las tareas de edición de Superboy de Weisinger a partir del número 149. (Para entonces, Adventure Comics ya no publicaba historias originales de Superboy). Las historias publicadas bajo su guía editorial generalmente incluían créditos, lo que facilitaba el seguimiento de los escritores y artistas. Frank Robbins, conocido por su trabajo (como escritor y artista) en Batman, comenzó a escribir la tira de Superboy con el debut de Boltinoff como editor, y siguió siendo el guionista principal durante tres años. El dibujante Bob Brown comenzó un número más tarde y continuó dibujando historias de Superboy a través de la función final de Superboy en el # 197. Los lápices de Brown fueron entintados por varios artistas, sobre todo Murphy Anderson de 1970 a 1973, quien simultáneamente estaba entintando los lápices de Curt Swan en Superman. Después de que Robbins se fue, Leo Dorfman regresó como el escritor de Superboy, con guiones ocasionales de Bridwell y, hacia el final, Cary Bates, más tarde famoso por sus historias de Superman. Boltinoff también tomó la decisión editorial de cambiar la función de respaldo de Legión de Action Comics a Superboy en 1971, y más tarde hacer que la función de Legión sea la única característica del cómic.
Cuando The New Adventures of Superboy debutó a finales de 1979 bajo la dirección del editor de cómics de Superman, Julius Schwartz, Kurt Schaffenberger, quizás el más famoso por sus historias de Lois Lane, se convirtió en el dibujante principal y contribuyó con su obra de arte a lo largo de la serie. Cary Bates regresó a Superboy como el guionista principal de la serie durante sus primeros tres años, con el prolífico escritor de DC Paul Kupperberg a cargo de las tareas del guion durante el último tercio de la carrera. Bridwell y Bob Rozakis también contribuyeron con guiones. Además, Rozakis escribió sobre los años universitarios de Superboy en la serie de respaldo de Superman "Superman: The In-Between Years" a principios de la década de 1980, con Schaffenberger proporcionando los lápices; y la miniserie Superman: The Secret Years en 1984-1985, con Curt Swan proporcionando los lápices y Schaffenberger, las tintas.
El escritor principal del cómic basado en la serie de televisión Superboy fue John Francis Moore, quien también escribió varios guiones para la serie de televisión. Varios otros escritores, incluido Kupperberg, también contribuyeron. El experimentado artista Jim Mooney (conocido por su trabajo en Supergirl y Spider-Man) y Curt Swan dividieron las tareas del lápiz durante la mayor parte de la serie. El artista canadiense Ty Templeton proporcionó la mayoría de las tintas.

## Biografía ficticia
Como la mayoría de los personajes de cómics "sin edad" o que envejecen lentamente publicados durante un lapso de décadas, la historia ficticia de Superboy se modificó repetidamente en los cuarenta años entre la primera película de Superboy y Crisis on Infinite Earths. El capítulo final de la historia del pre-Crisis Superboy, la historia de cómo Superboy se convierte en Superman, se estaba reescribiendo en la miniserie Superman: The Secret Years incluso cuando los primeros números de Crisis salieron a la venta. La siguiente sinopsis resume la biografía ficticia de Superboy tal como estaba después de la conclusión de la miniserie.

### Kal-El llega a la Tierra
Superboy (Kal-El) es un nativo del planeta Krypton, el hijo de Jor-El, el científico e inventor más brillante de Krypton, y su esposa Lara. Al encontrar evidencia de que el planeta está a punto de ser destruido, Jor-El no logra convencer al Consejo Científico gobernante, por lo que realiza pruebas con modelos de cohetes para permitir que su propia familia escape. Sus pruebas tienen un éxito desigual. En un experimento, el perro mascota de Kal-El, Krypto, se pierde cuando un cohete de prueba que transporta a Krypto se desvía de su curso por un meteoro.
A medida que se acerca la destrucción de Krypton, Jor-El todavía no ha construido un cohete lo suficientemente grande para sostener a su familia. Con el planeta desmoronándose debajo de ellos, Jor-El y Lara ponen a su hijo de dos años en un modelo de cohete, lo lanzan minutos antes de la destrucción de Krypton y envían a Kal-El al planeta Tierra. Encontrado por Jonathan y Martha Kent, una pareja mayor sin hijos propios, el niño es abandonado de forma anónima en un orfanato de Smallville. Unos días después, los Kent adoptan con éxito al niño. Nombran al niño Clark Kent, usando el apellido de soltera de Martha como su primer nombre.
Como se relata en historias publicadas Superbaby en un lapso de más de 30 años, los Kent enfrentan tremendos desafíos para criar a su nuevo hijo, porque el joven Clark gana su conjunto completo de superpoderes tan pronto como aterriza en la Tierra. Seis años antes de que Clark se convierta en Superboy, los Kent tienen la difícil tarea de enseñarle a Clark a controlar el uso de sus poderes. Esto resulta especialmente desafiante porque "Superbaby" se inclina a usar sus poderes para actuar en caprichos infantiles, caprichos que lo llevan alrededor del mundo, al espacio e incluso al pasado. Gracias a la orientación paciente de sus padres adoptivos y mucha suerte, Clark mantiene su identidad en secreto y aprende a controlar sus poderes. A medida que Clark crece, Jonathan y Martha le dan instrucciones a Clark para que use sus poderes de manera responsable en beneficio de los demás, en lugar de para su propia recompensa o poder.
Los Kent pasan sus primeros años con Clark en la granja de la familia Kent. A los pocos años de adoptar a Clark, los Kent venden la granja y se mudan a la ciudad de Smallville propiamente dicha. Usando el dinero de la venta de la granja, los Kent abren una tienda general, un negocio familiar al que Clark contribuirá cuando sea mayor. Los Kent viven en 321 Maple Drive y Clark asiste a la escuela con sus compañeros, incluida la vecina Lana Lang. Para ayudar a ocultar su identidad, Clark adopta un comportamiento apacible y usa anteojos.

### Clark se convierte en Superboy
En su octavo cumpleaños, Clark se pone un traje indestructible tejido por Martha con las mantas kryptonianas que lo acompañaron en su viaje a la Tierra. Se convierte en el héroe disfrazado Superboy, el primer superhéroe de Tierra-Uno. Casi al mismo tiempo que su debut público, Superboy se entera de su origen kryptoniano, y varias semanas después, le da al reportero Perry White la historia exclusiva sobre su origen alienígena. Aunque la mayoría de las primeras aventuras de Superboy ocurren en las cercanías de Smallville, se vuelve famoso por sus superhéroes en todo el mundo. El estatus de Superboy como héroe de la ciudad natal de Smallville y como héroe nacional / global se refleja en el sistema de señales de emergencia que establece con el Jefe Parker de la Policía de Smallville y el Presidente de los Estados Unidos. Mientras Superboy se aventura repetidamente en el espacio interestelar, sus superhéroes también le dan fama en otros mundos.
En Smallville, Superboy usa túneles desde el sótano de la casa de los Kent y la tienda general para hacer salidas rápidas y ocultas cuando se necesita a Superboy. Superboy también mantiene un laboratorio secreto en el sótano de la casa Kent, donde construye robots Superboy y Clark Kent para cubrirlo cuando está ocupado en otro lugar o no está disponible.
El carácter apacible de Clark le da pocos amigos cuando era niño y lo convierte en el objetivo de matones como Bash Bashford. Durante años, el amigo más cercano de Clark es su hermosa vecina pelirroja, Lana Lang. A pesar de su amistad, Lana también es una gran molestia en la vida de Clark debido a su sospecha recurrente de que Clark es secretamente Superboy. Mediante el uso inteligente de sus superpoderes y duplicados robóticos de sí mismo (en ambas identidades), Clark siempre puede evitar las trampas que Lana le tiende para determinar la verdad. A pesar de todas las payasadas de Lana que molestan a Clark, cuando era adolescente, Lana se convierte en el principal interés romántico de Superboy, y lo sigue siendo durante sus años en la escuela secundaria.
Como Superboy, Kal-El es el primero de los superhéroes de la Tierra. A pesar de la aparición ocasional de héroes como Aquaboy y el héroe japonés Sunburst, Superboy es el único superhéroe que tiene un perfil público bien conocido hasta después de convertirse en Superman. El estado solitario de Superboy se reduce un poco cuando se reúne con Krypto, el perro mascota del bebé Kal-El en Krypton. Krypto se une a Superboy en muchas de sus aventuras posteriores como su compañero canino, y también tiene muchas aventuras propias. A través de su descubrimiento de la Zona Fantasma, Superboy descubre más tarde que no es el único sobreviviente humanoide de Krypton.

### Superboy se une a la Legión
Aunque Superboy se encuentra con pocos compañeros con superpoderes en la Tierra, ocasionalmente se hace amigo de adolescentes que viven en otros mundos que tienen superpoderes. No hasta que Cosmic Boy, Saturn Girl y Lightning Lad llegan al pasado para reclutarlo para la Legión de Superhéroes del siglo treinta Superboy no encuentra un grupo de amigos superpoderosos con los que interactúa regularmente. De hecho, la carrera de Superboy es la inspiración para la formación de la Legión. A lo largo de su adolescencia, Superboy viaja al futuro bajo su propio poder para unirse a la Legión en la lucha contra las amenazas a la Tierra y los Planetas Unidos, a la que pertenece la Tierra. Superboy se convierte en un miembro central de la Legión durante dos períodos extendidos de membresía completa en la Legión, incluidos dos períodos como Líder Adjunto. A través de la Legión, Superboy también se reúne regularmente con su prima Kara, Supergirl, pero debido a la hipnotización telepática empleada por Saturn Girl, Superboy nunca recuerda a Kara ni ninguna otra información relacionada con su futura carrera como Superman o el futuro de su familia y amigos cuando regrese a su era normal del siglo XX.
Uno de los jóvenes que se convierte en miembro de la Legión es Lar Gand, un adolescente a quien Superboy conoce por primera vez como Mon-El cuando aterriza en la Tierra en la era de Superboy. El adolescente, que tiene poderes idénticos a Superboy, inicialmente tiene amnesia, y debido a que lleva un mensaje de Jor-El, Superboy cree que es su hermano mayor y lo apoda Mon-El. Cuando Mon-El se expone al plomo, su memoria regresa. Él revela que en realidad es un daxamita llamado Lar Gand, y para los daxamitas, el plomo es más letal que la kryptonita. Para salvar su vida, Superboy proyecta a Mon-El en la Zona Fantasma, donde Mon-El permanecería durante un milenio antes de ser liberado por la Legión. En la Legión, los dos adolescentes siguen siendo amigos cercanos. El Superboy alternativo del Universo de Bolsillo moriría en los brazos de Mon-El.

### Superboy conoce a Lex Luthor
No mucho después de unirse a la Legión, la vida de Superboy se ve amenazada cuando un meteoro de Kryptonita Verde cae a la Tierra, pero su vida es salvada por un granjero de Smallville llamado Lex Luthor, quien también resulta ser un prodigio de la ciencia. Los dos chicos se hacen amigos rápidamente, y Superboy construye a Lex un laboratorio completamente equipado para permitirle realizar sus experimentos. Lex usa el laboratorio para buscar una cura para la debilidad de Superboy por la kryptonita. Justo después de que Lex descubre la cura, se produce un incendio en su laboratorio. Cuando Superboy apaga el fuego, el antídoto se destruye, junto con una forma de vida protoplásmica que Lex creó, y Lex también pierde todo su cabello. Lex culpa a Superboy por destruir su experimento y su caída del cabello, acusando al Chico de Acero de celos por su brillantez. Lex jura que demostrará al mundo que es superior a Superboy. Lex hace esto tratando de implementar una serie de mejoras científicas en la calidad de vida de los residentes de Smallville; sin embargo, cada invención de Lex termina fracasando, lo que requiere que Superboy intervenga. Esta serie de reveses hace que Lex dedique su vida a destruir a Superboy. En los años siguientes, Lex se convierte en el archienemigo de Superboy (y luego de Superman). Superboy pronto adquiere una pequeña galería de villanos recurrentes, incluido Lex.
Cuando Mon-El llega a la Tierra, un niño llamado Pete Ross se muda a Smallville. Rápidamente se hace amigo de Clark Kent, y los dos chicos pronto se convierten en mejores amigos. Una noche en un viaje de campamento, Pete espía accidentalmente a Clark poniéndose su traje de Superboy. Prometiendo mantener su conocimiento en secreto, Pete usa su conocimiento para ayudar a Superboy y, en varias ocasiones, salvar su vida. No es hasta años después de que ambos hayan crecido que Pete le revela sus conocimientos a Clark. Durante el resto de sus años en la escuela secundaria, Pete y Lana siguen siendo los amigos más cercanos de Clark, y también comparten numerosas aventuras con Superboy tanto en el siglo XX como con la Legión en el XX.

### Superboy se convierte en Superman
Poco después de graduarse de la escuela secundaria, Superboy lleva a sus padres adoptivos de vacaciones al Caribe, donde contraen una rara enfermedad tropical. Aunque Superboy intenta valientemente salvar a Martha y Jonathan, nada cura su enfermedad. Con Clark a su lado, Martha fallece. Justo antes de morir, Jonathan le hace prometer a Clark que usará sus poderes solo para el bien. De luto, Clark entierra a sus padres. Poco después, Superboy se va de Smallville, aunque no antes de organizar una fiesta de despedida con la gente del pueblo que remata con un pastel gigante. Por otra parte, Clark parte hacia Metrópolis para asistir a la Universidad de Metrópolis.
En Metrópolis, Clark se hace amigo de los estudiantes que comparten su dormitorio, Tommy Lee, Dave Hammond y el alcohólico Ducky Ginsberg. Superboy pronto se revela como el nuevo guardián de Metrópolis, poniendo fin a un juego de adivinanzas nacional sobre qué ciudad llamaría Superboy su nuevo hogar. Durante los dos primeros años de Clark en la Universidad de Metrópolis, Lana también es compañera de clase, antes de que se transfiera a la Universidad de Hudson.
En su tercer año, Superboy nuevamente se siente impotente cuando no está presente para detener un accidente automovilístico que involucra a Ducky, causado por su propio manejo ebrio. Ducky queda paralizado de por vida y luego usa una silla de ruedas. El lugar de Ducky en el dormitorio lo ocupa Billy Kramer, un chico de Smallville con quien Clark se hace amigo y decide confiarle su secreto. Al igual que Superman haría más tarde por Jimmy Olsen, Superboy le da a Billy un silbido supersónico que puede usar para llamar a Superboy en busca de ayuda cuando sea necesario. Mientras se hace amigo de Billy, Clark se involucra sentimentalmente con una estudiante en silla de ruedas llamada Lori Lemaris. Él finalmente le propone matrimonio, pero Lori revela que ya conoció su identidad telepáticamente. Ella rechaza su propuesta porque es una sirena de Atlantis.
Atrapado en un edificio en llamas mientras intenta salvar una vida, Billy usa su silbato supersónico para llamar a Superboy, pero Superboy, preocupado por salvar a mil personas en una isla del Pacífico de un tsunami, no puede alcanzarlo a tiempo. Molesto por su incapacidad para salvar a sus padres y amigos, Superboy se exilia hasta que, tres meses después, Perry White, usando el silbato de Billy, lo llama de nuevo a la acción para luchar contra Lex Luthor. Después de derrotar a Luthor, Clark hace las paces con sus limitaciones y regresa a Metrópolis para su último año de universidad. Ahora con 21 años, Kal-Él comienza a llamarse a sí mismo Superman, 13 años después de su debut como Superboy.

### Post-Crisis Infinita
En la continuidad actual de DC, Superman no comienza su carrera de superhéroe público hasta la edad adulta. Sin embargo, cuando era adolescente se une a la Legión de Super-Héroes, y usó el nombre de "Superboy" mientras visitaba el siglo 31. Por lo tanto, la mayoría de las historias pre-Crisis on Infinite Earths de Kal-El con la Legión se consideran una vez más canónicas. Además, Clark usa su traje de Superboy cuando trabaja como superhéroe clandestino en Smallville y sus alrededores.

## Poderes, habilidades y equipo
Superboy tiene los mismos poderes y habilidades de Superman, incluyendo fuerza sobrehumana, supervelocidad, visión de calor, visión de rayos X, visión telescópica y microscópica, vuelo, invulnerabilidad y supervelocidad suficiente para viajar a través del espacio y el tiempo interestelar. Kal-El no construiría su Fortaleza de la Soledad hasta que se convierta en Superman, por lo que Superboy usa la casa de Kent en Smallville como base. El laboratorio secreto bien surtido de Superboy en el sótano de Kent es donde almacena varios dispositivos inventados por su padre kryptoniano Jor-El, incluido el proyector de la Zona Fantasma. Un túnel que conduce a las afueras de Smallville permite a Superboy salir de la casa de los Kent (como Superboy) sin ser observado. Aunque no son tan poderosos como el propio Superboy, los robots duplicados de Superboy poseen sus poderes, lo que les permite hacer sustitutos convincentes para él cuando sea necesario. El robot Clark Kent realiza la misma función para la otra identidad de Kal-El.
Superboy usa un anillo de vuelo de la Legión para indicar su pertenencia a la Legión de Super-Héroes y para su función de comunicación (lo que le permite conversar con otros legionarios en el vacío del espacio exterior).

## Otras versiones
Como Superman, Superboy apareció como un personaje en "historias imaginarias" durante las Edades de Plata y Bronce de los cómics. Estos incluyen historias en las que Bruce Wayne viene a vivir con los Kent después de que sus padres fueran asesinados; el bebé Kal-El es criado por gorilas bajo el nombre de "Karkan", en un cuento que se parece a la historia de Tarzán; y Kara Zor-El llega a la Tierra años antes que Kal-El, convirtiéndose en Superwoman para su Superboy (retratado en esta historia como un delincuente juvenil).
Kal-El también ha aparecido como Superboy en dos cuentos populares de Elseworlds: Superboy's Legion (2001), en la que Kal es criado en el siglo 31 por R.J. Brande y se convierte en miembro fundador de "Superboy's Legion", más tarde conocida como Legion de Super-Héroes; y la serie de historias Superman & Batman: generaciones, en la que Superman comienza como Superboy durante la década de 1920.

## Estado legal
El personaje de Superboy es actualmente objeto de una batalla legal entre Time Warner, el propietario de DC Comics, y los herederos de Jerry Siegel. Los herederos de Siegel afirman que el personaje original de "Superboy" publicado por DC Comics es una creación independiente que utilizó ideas del discurso rechazado original de Jerry Siegel y fue creado sin su consentimiento. El 4 de abril de 2006, el juez federal Ronald SW Lew emitió una sentencia sumaria que dictamina que los herederos de Jerry Siegel tenían derecho a revocar su asignación de derechos de autor a Superboy y habían reclamado con éxito la marca comercial del nombre a partir del 17 de noviembre de 2004. Esta batalla legal aún está en curso.
En abril de 2013, el juez federal Otis Wright dictaminó que DC Comics (y su matriz Time Warner) poseían los derechos del personaje de Superboy, aparentemente despejando el camino para que la compañía produjera nuevos trabajos con el adolescente Clark Kent como "Superboy, "si así lo deseaba. Sin embargo, los herederos Siegel indicaron que continuarían apelando. Además, reintroducir a un Clark Kent más joven como "Superboy" requeriría la eliminación o modificación importante por parte de DC del personaje de Conner Kent Superboy, así como revisiones importantes de las historias de origen "canónicas" actuales de Superman, que no lo tienen realizando hazañas heroicas en público hasta que sea completamente adulto.

## En otros medios
Superboy ha hecho la transición a la televisión varias veces, sobre todo en la serie de televisión Superboy (1988-1992), sobre Clark durante sus días universitarios.
Muchos elementos de las historias de Superboy también se han incorporado a la serie de televisión Smallville (2001-2011), incluidos personajes como Lana Lang y Pete Ross; el arco narrativo de cómo los amigos cercanos Clark Kent y Lex Luthor se convierten en enemigos acérrimos; el motivo por el que Clark conoció por primera vez a muchos de los amigos y enemigos de Superman cuando aún era un adolescente; y la propia ciudad de Smallville.